# Luis Ernesto Pérez
Luis Ernesto Pérez Gómez (Cidade do México, 12 de janeiro de 1981) é um futebolista profissional mexicano, meia-central, milita no Club de Fútbol Monterrey.

## Carreira
Luis Ernesto Pérez representou a Seleção Mexicana de Futebol nas Olimpíadas de 2004.

## Prêmios Individuais
Seleção Mexicana
- Copa Ouro da CONCACAF: 2005 - BEST XI